# The Soundtrack
『The Soundtrack “YOU GOTTA CHANCE” Original Motion Picture Soundtrack by MASAAKI OHMURA』（ザ・サウンドトラック “ユー・ガッタ・チャンス” オリジナル・モーション・ピクチャー・サウンドトラック バイ マサアキ・オオムラ）は、日本の作曲家である大村雅朗による吉川晃司主演映画のサウンドトラック。
1985年2月9日にSMSレコードからリリースされた。映画『ユー・ガッタ・チャンス』（1985年）のサウンドトラックであり、大村としては初のプロデュース作品となった。

## 制作、構成
吉川の主演映画『ユー・ガッタ・チャンス』（1985年）のサウンドトラックであり、吉川の主演映画のサントラ盤として初めてリリースされた。
吉川のシングル曲「You Gotta Chance 〜ダンスで夏を抱きしめて〜」と、カップリング曲「Rainy Lane」以外は、全て大村が手がけた。レコードジャケットや歌詞カードに記載されていないが「You Gotta Chance」はロングバージョンで収録されており、LPやCDに付属されている帯には『主題歌「ユー・ガッタ・チャンス（ロングバージョン）」』と記載がある。現在までロングバージョンはこのサントラ盤のみの収録となっている。

## リリース、チャート成績
1985年2月9日にSMSレコードからLPレコードおよびカセットテープの2形態でリリースされた。オリコンアルバムチャートにて、本作のLPレコードは最高位第2位の登場週数10回で売り上げ枚数は9.0万枚となった。
LPレコードおよびカセットテープに遅れてCDは同年4月21日にリリースされた。CD盤はリリース後に長らく再リリースはされなかず希少な存在となっていたが、大村雅朗の没後25周年トリビュートコンサート「大村雅朗 25th Memorial Super Live」に合わせて2022年にリマスター盤がリリースされた。

## 収録曲
- 5曲目および9曲目を除いてすべてインストゥルメンタルになっている。

| #         | タイトル                  | 作詞           | 作曲      | 編曲      | 時間  |
| --------- | ------------------------- | -------------- | --------- | --------- | ----- |
| 1.        | 「Fugitive」              |                | 大村雅朗  | 大村雅朗  | 4:38  |
| 2.        | 「A Touch of Temptation」 |                | 大村雅朗  | 大村雅朗  | 4:59  |
| 3.        | 「Malicious」             |                | 大村雅朗  | 大村雅朗  | 5:10  |
| 4.        | 「Street Performance」    |                | 大村雅朗  | 大村雅朗  | 3:37  |
| 5.        | 「Rainy Lane」            | さがらよしあき | 佐藤健    | 大村雅朗  | 4:27  |
| 合計時間: | 合計時間:                 | 合計時間:      | 合計時間: | 合計時間: | 22:51 |

| #         | タイトル                                   | 作詞      | 作曲      | 編曲      | 時間  |
| --------- | ------------------------------------------ | --------- | --------- | --------- | ----- |
| 6.        | 「Le Visage」                              |           | 大村雅朗  | 大村雅朗  | 5:12  |
| 7.        | 「Yokohama 遊 戯 廊」                      |           | 大村雅朗  | 大村雅朗  | 4:31  |
| 8.        | 「LOVE THEME」                             |           | 大村雅朗  | 大村雅朗  | 4:21  |
| 9.        | 「You Gotta Chance（ロング・バージョン）」 | 麻生圭子  | NOBODY    | 大村雅朗  | 5:59  |
| 合計時間: | 合計時間:                                  | 合計時間: | 合計時間: | 合計時間: | 20:03 |

## スタッフ・クレジット
- 大村雅朗 – プロデューサー、全楽器
- 小野山二郎 – コ・プロデューサー
- 飯泉俊之 – エンジニア
- 松武秀樹 – コンピュータ・プログラミング
- おいかわひろみ – コーディネーター
- Co-Mix 56 – デザイン
- 安斎肇 – カバー・ペイント
- 吉川晃司 – ボーカル（5, 9曲目）
- 木崎賢治 – エグゼクティブ・プロデューサー

## チャート
| チャート         | 最高順位 | 登場週数 | 売上数  | 規格 | 出典  |
| ---------------- | -------- | -------- | ------- | ---- | ----- |
| 日本（オリコン） | 2位      | 10回     | 9.0万枚 | LP   | [ 2 ] |

## リリース日一覧
| No. | リリース日    | レーベル                       | 規格         | カタログ番号 | 備考                         | 出典        |
| --- | ------------- | ------------------------------ | ------------ | ------------ | ---------------------------- | ----------- |
| 1   | 1985年2月9日  | SMSレコード                    | LP           | SM25-5413    |                              |             |
| 2   | 1985年2月9日  | SMSレコード                    | CT           | CM25-5414    |                              |             |
| 3   | 1985年4月21日 | SMSレコード                    | CD           | MD32-5003    |                              |             |
| 4   | 2022年9月21日 | ワーナーミュージック・ジャパン | CD           | WPCL-13410   | 2022年デジタルリマスター仕様 | [ 4 ] [ 5 ] |
| 5   | 2023年5月8日  | ワーナーミュージック・ジャパン | AAC-LC       | -            | デジタル・ダウンロード       | [ 6 ]       |
| 6   | 2023年5月8日  | ワーナーミュージック・ジャパン | ハイレゾFLAC | -            | デジタル・ダウンロード       | [ 7 ]       |